# Centre Georges-Vézina
Centre Georges-Vézina (bývalý název Colisée de Chicoutimi) je hokejový stadion v kanadském městě Saguenay v provincii Quebec. Je domovskou arénou týmu Chicoutimi Saguenéens, který hraje soutěž Quebec Major Junior Hockey League. Stadion byl otevřen v roce 1948 a od roku 2002 nese název místního rodáka, legendy NHL, Georgese Véziny. V roce 2002 prošel rozsáhlou rekonstrukcí, jejíž součástí byla úprava ledové plochy na olympijské rozměry. Od sezóny NHL 2007/2008 je v interiéru arény nainstalována obří obrazovka.